# Ай-Тодор (садиба)
Ай-Тодор — колишній маєток Великого князя Михайла Миколайовича Романова, а потім Великого князя Олександра Михайловича Романова. Нині в будівлях маєтку розташований санаторій імені Рози Люксембург. Розташований у Гаспрі. Названо за назвою мису Ай-Тодор, поруч із яким розташований. Є частиною «Царського берегу» на Південному березі Криму.

## Історія
У 1869 році Великий князь Михайло Миколайович Романів придбав у княгині Мещерської мальовничу ділянку біля мису Ай-Тодор на поштовому тракті біля Ай-Петринської яйли площею близько 70 десятин. Куплений маєток Михайло Миколайович подарував своїй дружині Великої княгині Ользі Федорівні. Від колишніх власників залишилася низка будівель. На ділянці в 1860 році ялтинським архітектором М. І. Котенковим була побудована невелика палацова будівля, трикімнатний «столовий» корпус у класичному стилі, оздоблений дерев'яними панелями та ліпленням, з паркетною підлогою і скляною стелею. Крім того, навколо палацу був закладений парк, побудовані світський (кавалерський) корпус, стайні та інші господарські споруди. Будівлі Котенкова цього періоду його творчості вирізняються орнаментальністю дерев'яних фасадів. Поштовий корпус не зберігся донині.
Маєток було обмежено з півночі поштовим трактом (зараз — Севастопольське шосе). Із півдня маєток було обмежено західним відрогом мису Ай-Тодор. В'їзд до маєтку був із боку поштового тракту. Комплекс садибних будівель розмістився на невеликому майданчику, віддаленому від прибережної лінії, що викликано умовами південнобережної гористості.
У 1882 році на честь п'ятдесятиріччя Михайла Миколайовича, яке відзначалося тут же, в палаці, баронеса М. П. Фредерікс подарувала Великому князю бюст його матері, імператриці Олександри Федорівни, який згодом перебував у кабінеті палацу.
У палаці провели дитинство діти Михайла Миколайовича. Після смерті Великої княгині Ольги Федорівни маєток було поділено між синами. Основна частина маєтку разом із палацом відійшли Олександру Михайловичу, а менша частина маєтку відійшла його брату Великому князю Георгію Михайловичу.
У 1894 році Олександр Михайлович після весілля з Великою княгинею Ксенією Олександрівною привіз молоду дружину у свій маєток. Молодята прибули в Ай-Тодор 5 серпня 1894 року на яхті «Тамара». Резиденція старшого брата Ксенії Олександрівни імператора Миколи II Лівадійський палац була розташована неподалік від Ай-Тодор, через що сім'ї Олександра Михайловича і Миколи II часто разом проводили час. З ініціативи Олександра Михайловича від східного в'їзду в маєток Ай-Тодор в бік Лівадії до Верхньої Ореанди для піших прогулянок була організована «Горизонтальна доріжка», нині «Царська» або «Сонячна» стежка.
На значній частині території були закладені виноградники і побудовані винні підвали. Вироблялось столове червоне і біле вина, Мускат солодкий, Каберне червоне, бордо, мадера, Педро-Хіменес, Семільйон, які продавалися в Сімферополі, Вінниці, Лодзі, Омську та інших містах.
Олександр Михайлович захоплювався археологією, і під його керівництвом на мисі Ай-Тодор на місці давньоримської фортеці Харакс у 1896 році були розпочаті розкопки. Археологічна колекція старожитностей Олександра Михайловича налічувала близько 500 одиниць, велика частина з яких була передана в Херсонеський музей старожитностей.
До 1902 року, скуповуючи довколишні землі у кримських татар, Олександр Михайлович розширив ділянку, що належала йому, до площі понад 200 десятин. У 1904 році архітектор М. П. Краснов побудував у садибі бараки для розміщення воїнів, поранених під час російсько-японської війни. У їхньому оформленні були використані архітектурні елементи палацу «Харакс», який архітектор одночасно будував у сусідньому маєтку. На сьогоднішній день бараки не збереглися. У 1912 році архітектором М. П. Красновим у маєтку був побудований двоповерховий флігель (дитячий палац) для дітей, у якому жили сини Великого князя. Будинок побудований у стилі «модерн», інтер'єри і фасад були оформлені копіями античних барельєфів із жанровими сценами, які ймовірно були виявлені при розкопках фортеці Харакс. Із барельєфів до теперішнього часу зберігся тільки один — «землероб» на фасаді будівлі. Також на першому поверсі з часу побудови зберігся камін.
У 1912 році в маєтку була реконструйована палацова церква і побудована школа.
У 1917 році тимчасовий уряд під конвоєм матросів відправив Олександра Михайловича разом із членами його сім'ї у кримський маєток. 11 грудня 1918 року Олександра Михайлович Романов покинув Крим на кораблі «Форсайт» британського флоту. Пізніше до нього приєдналася сім'я, відбувши на англійському пароплаві.
Після встановлення в Криму радянської влади маєток Ай-Тодор став власністю Райрадгоспу та увійшло до складу радгоспу «Гаспра». Колись предмети мистецтва і археологічні знахідки, що належали родині Романових, були передані в музеї Криму. У 1921 році в маєтку відкрився будинок відпочинку ЦК металістів «Ай-Тодор». Із 1929 року на території маєтку був організований санаторій для хворих на туберкульоз легень, у 1934 році переобладнаний у санаторій для дітей і підлітків, хворих на туберкульоз легень імені Рози Люксембург. У палаці для дітей розташувалися спальні корпуси санаторію. Під час Німецько-радянської війни тут організовано санаторій для радянських воїнів. У листопаді 1945 року санаторій знову приймає дорослих, хворих на туберкульоз легень. Із 1956 року санаторій перепрофілюють у дитячий, який приймає на оздоровлення дітей від 7 до 14 років без туберкульозу.
Із метою укрупнення багатомісних палат санаторію деякі кімнати основного палацу були перебудовані для укрупнення. Інтер'єри через декілька косметичних та капітальних ремонтів практично не збереглися.